# 莲都区花园中学
丽水市莲都区花园中学于1999年9月建校，为国有民办制初级中学，占地面积75亩，实行封闭式管理模式，2002年7月改制为全体教师参股的股份制学校。

## 学校情况

### 校训
自立自强，追求卓越

### 现任领导
董事长、校长：梁一波
党支部书记、副校长：叶小武
副校长：尹琦玲